# Colossendeis bruuni
Colossendeis bruuni är en havsspindelart som beskrevs av Fage, L. 1956. Colossendeis bruuni ingår i släktet Colossendeis och familjen Colossendeidae. Inga underarter finns listade i Catalogue of Life.